# Reise, Reise/Ahoi Tour
Reise, Reise Tour o Ahoi Tour fue la cuarta gira de la banda de metal industrial alemana Rammstein para promocionar el cuarto álbum de estudio Reise, Reise. La gira comenzó en Berlín, Alemania el 11 de octubre de 2004 y debía terminar en Bogotá, Colombia el 22 de octubre de 2005 (6 días después salió a la venta Rosenrot, su quinto álbum de estudio) pero la gira fue cancelada debido a que Till Lindemann sufrió un accidente siendo atropellado por Christian "Flake" Lorenz durante la interpretación de la canción Amerika en Gotemburgo, Suecia el 30 de julio de 2005. Los teloneros para esta gira fueron Exilia (2004), Apocalyptica (1 a 28 de febrero de 2005), AqME (a veces sustituyendo a Apocalyptica el 12 de febrero de 2005), Devil Sold His Soul (que iba a tocar del 14 al 18 de julio de 2005, pero se retiraron), y Torgull (23 de julio de 2005). Esta gira se grabó para el DVD Völkerball.

## Setlist
1. Reise, Reise
2. Links 2 3 4
3. Keine Lust
4. Feuer frei!
5. Rein Raus
6. Dalái lama
7. Asche zu Asche
8. Morgenstern
9. Mein Teil
10. Stein um Stein
11. Los
12. Moskau
13. Du Riechst So Gut
14. Benzin
15. Du Hast
16. Sehnsucht
17. Amerika

Encore
1. Amour
2. Rammstein
3. Sonne
4. Ich will
5. Ohne Dich
6. Mein Herz Brennt
7. Stripped
8. Outro

## Curiosidades
- Asche zu Asche y Benzin  se tocaron más tarde.
- En el concierto de Nimes (Völkerball) no se tocaron Rein, Raus, Dalái lama, Moskau, Amour y Mein Herz Brennt.
- Dalái lama y Amour se tocaron en los dos primeros conciertos.
- Mein Herz Brennt se tocaron en determinadas fechas con la presencia de Apocalyptica.